# Emil Possehl

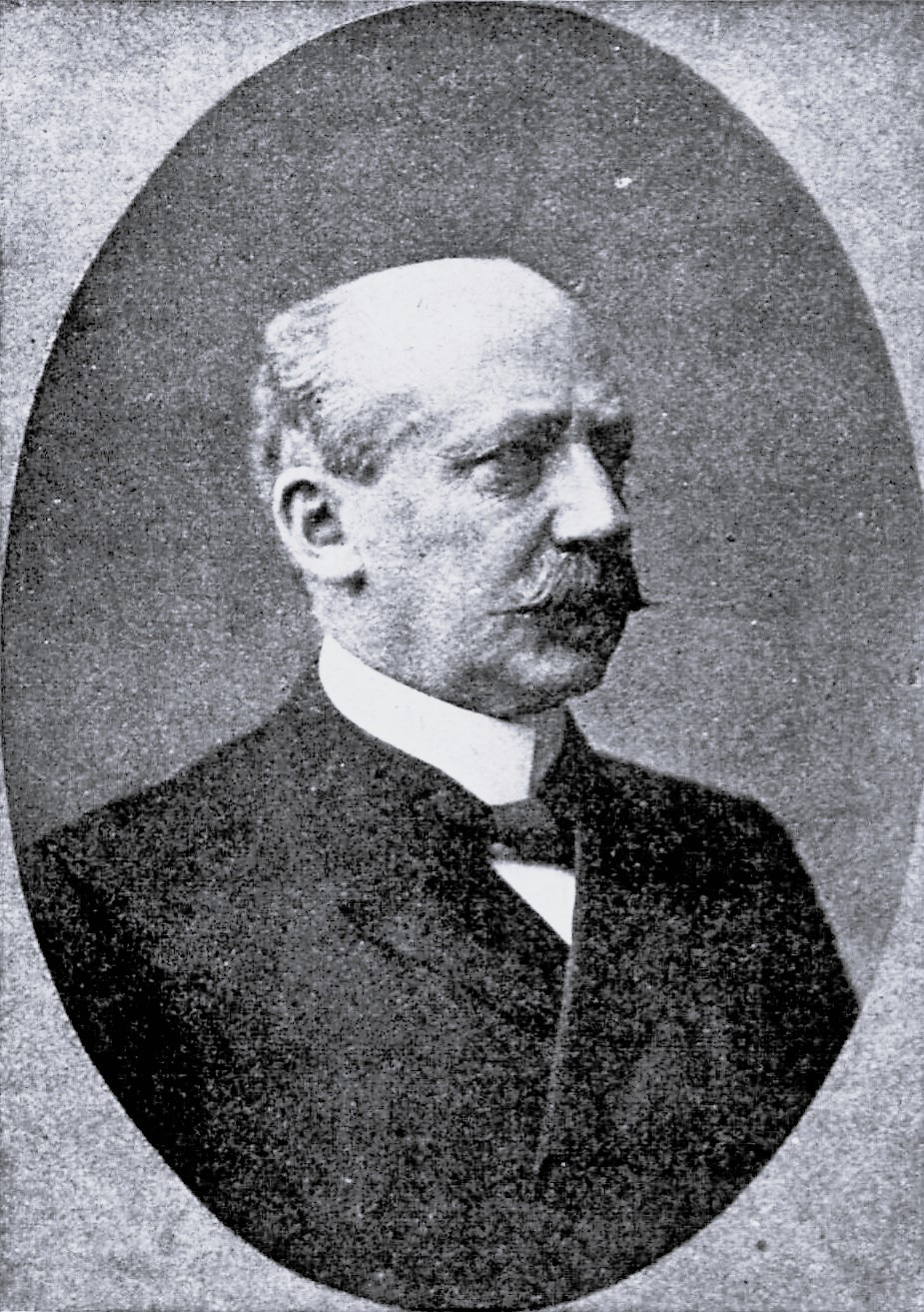
Emil Possehl

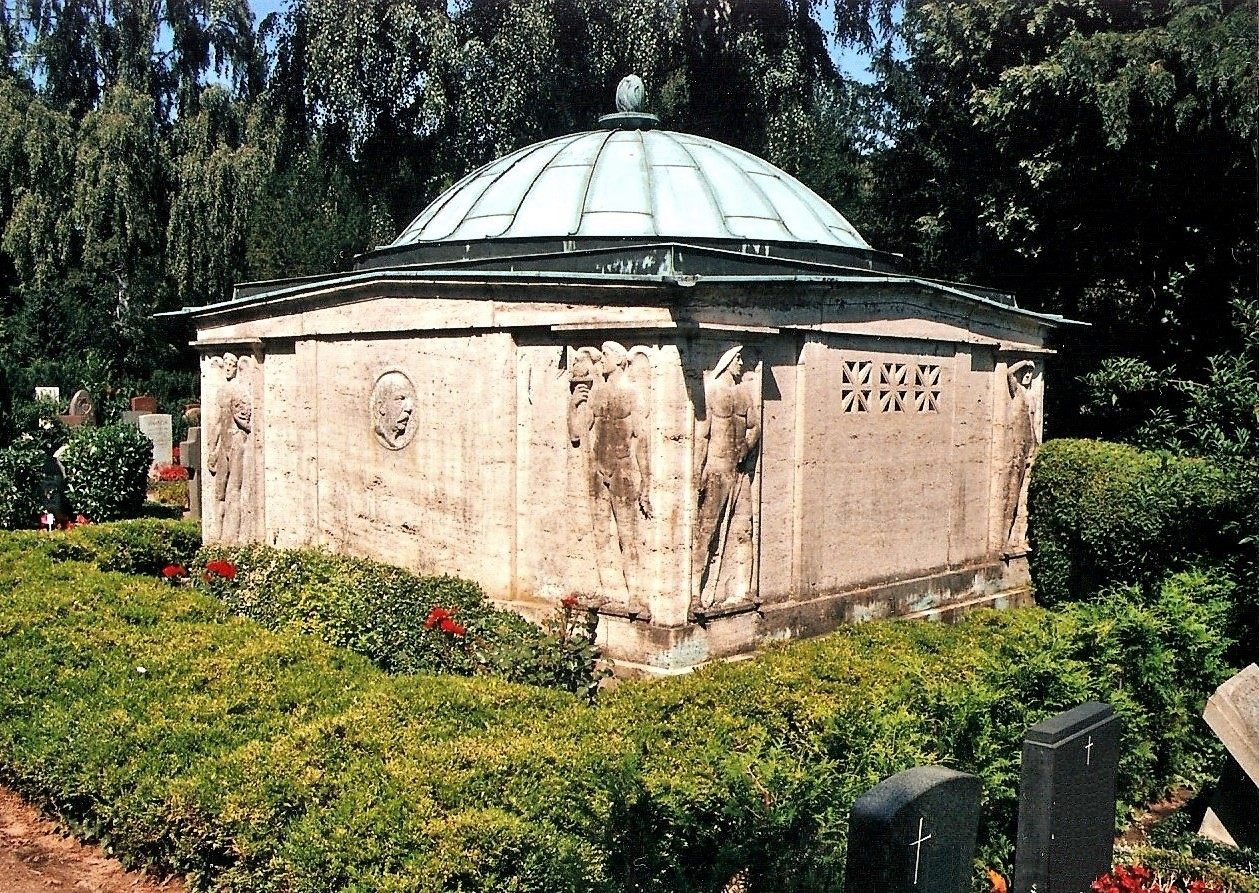
Emil Possehl mausoleum på Burgtorfriedhof Lübeck

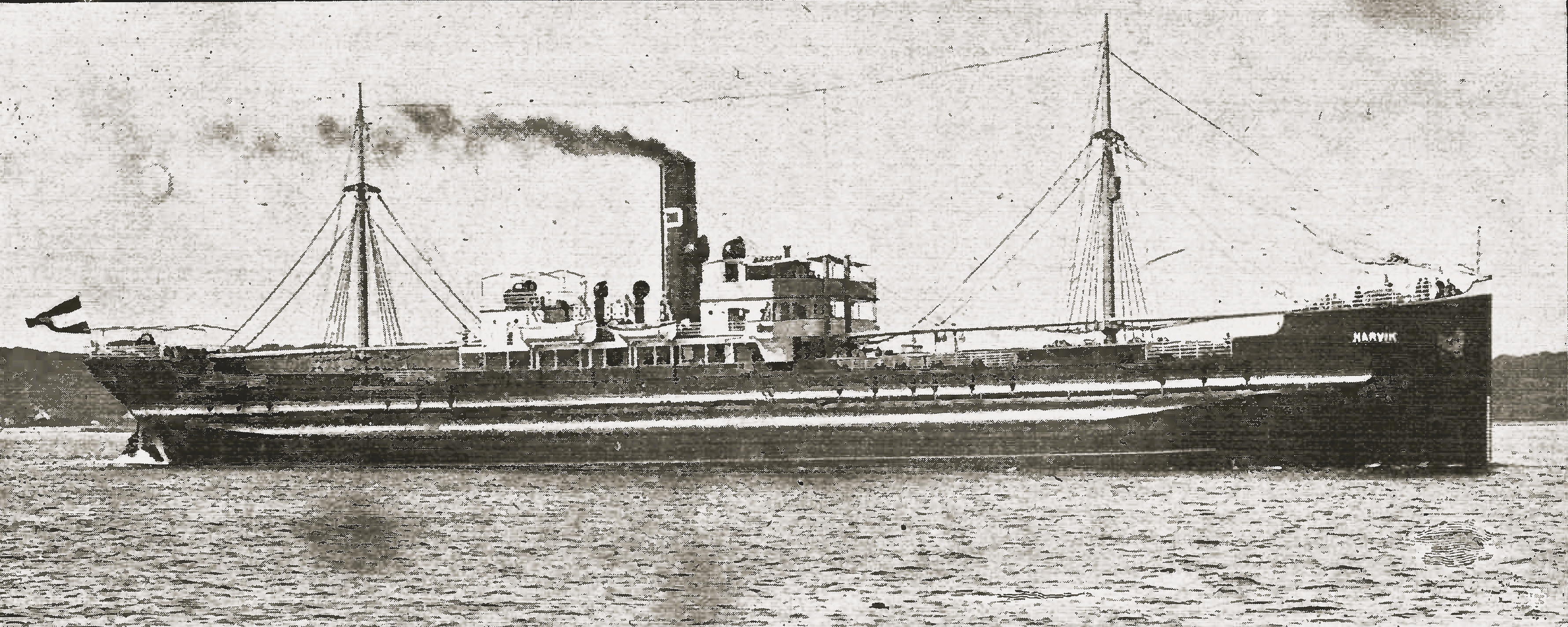
Narwik

Emil Possehl, född 13 februari 1850 i Lübeck, död där 4 februari 1919, var en tysk affärsman och donator.
Possehl var chef för ett stort handelshus (järn och järnvaror) i Lübeck och flera år ledamot av sin hemstads senat. Han drev omfattande affärer med Sverige, var stor aktieägare i Grängesbergsbolaget och främste aktieinnehavaren i Fagersta Bruks AB. Han var från 1905 även innehavare av aktiemajoriteten i järnbruket Karlsdals AB nära Karlskoga.
Några månader efter första världskrigets utbrott 1914 angavs Possehl för högförräderi och häktades i maj 1915. Anklagelserna gick ut på, att järnvaror från Fagersta Bruk sålts till Japan även efter dess krigsförklaring mot Tyskland samt att krigsmateriel från Possehls järnverk i Sankt Petersburg skulle ha levererats till ryska armén.
Efter vidlyftiga undersökningar klargjordes Possehls fullständiga oskuld. Han frikändes den 5 april 1916, och staten fick erlägga rättegångskostnaderna (även Possehls egna omkostnader i målet). Det hade under rättegången utretts, att leveransen från Fagersta till Japan skett i enlighet med ett äldre kontrakt, som Possehl förgäves sökt få annullerat, samt att ryska staten lagt beslag på järnverket i Sankt Petersburg, vars leveranser av krigsmateriel han därför ej kunnat hindra.
I samband med ett svenskt tidningsmannabesök i Lübeck 1912 donerade Possehl 100 000 kronor till en stipendiefond (Senator Emil Possehls stipendiefond), som fram till april 2009 förvaltade av Kommerskollegium och därefter av Tysk-Svenska Handelskammaren. Fonden utdelar resestipendier för att ge unga yrkesverksamma eller studerande svenskar, verksamma inom handel eller industri, tillfälle att i Tyskland studera kommersiella och tekniska förhållanden. Han donerade under sin livstid stora summor till staden Lübeck och testamenterade dit största delen av sin betydande förmögenhet att utgöra en fond för bidrag till stadens förskönande och understöd åt allmännyttiga kommunala institutioner.